# Вини Пу
Вини Пу (енгл. Winnie-the-Pooh) је главни јунак књига за децу „Вини Пу” (енгл. Winnie-the-Pooh) из 1926. и „Кућа на Пуовом углу” (енгл. The House at Pooh Corner) из 1928, енглеског писца Александра Алана Милна, посвећених његовом сину Кристоферу Робину Милну.
Вини Пу се први пут појавио под именом „Господин Едвард Медвед” (енгл. Mr. Edward Bear) у једној од песама књиге дечје поезије „Кад смо били веома млади” (енгл. When We Were Very Young) издате 1924, са илустрацијама познатог енглеског уметника Ернеста Хауарда Шепарда (енгл. Ernest Howard Shepard). Шепард је илустровао и све касније Милнове књиге.
Милнова проза и поезија су касније послужиле као мотив за многобројне цртане филмове и телевизијске серије у продукцији компаније Компаније Волт Дизни, а Шепардове илустрације у највећој мери представљају основу за касније графичко решење лика Винија Пуа. Такође, постоји и совјетска верзија Винија Пуа. Гласови позајмили Лако Николић и Србољуб Милин

## Информације о лику
- Пол: мушки
- Боја очију: црна
- Боја длаке: жута
- Врста: медвед
- Верност: Кристоферу Робину
- Глумац: Стерлинг Холоваи
- Прво појављивање: Бројне пустоловине Винија Пуа

## Настанак лика и прича
Књиге о Вини Пуу постале су од прича поклоњеном медведићу које је свом сину Кристоферу Робину причала мајка дафни Милн, а затим их је записао, додајући понешто своје, Александер Милн. Дафна Милн је свом сину Кристоферу Робину купила тог медведића када је Кристофер имао годину, а име је добио по дечијој љубимици, медведици Вини, која је живела у Лондонском зоо-врту и белом лабуду, такође становнику врта.У сећање на ово у зоо-врту је касније подигнут споменик Винију.

## Опис лика
Вини Пу је жути медведић. Живи у Шуми од сто јутара. Веома је шаљив и чини све да се домогне своје највеће посластице — меда. У филму о тигру је покушао да успава пчеле како би се домогао меда. Добар је пријатељ и увек помаже другима. Обучен је у црвену мајицу која му је сувише кратка.

## Занимљивости о лику
Најдража храна му је мед. Најбољи пријатељ му је прасе Праслин, а ту су још и Тигар, магарац Иар, кенгурица Кенга и њен мали син Ру као и Зец. Све животиње су играчке из собе Милновог сина Кристофера Робина. Од поклона који су одрасли доносили Кристоферу Робину, око Вини Пуа се појавило читаво друштво. Сви заједно живели су на Кочфордској фарми коју су купили Милнови.